# メルセデス・ベンツ・C292

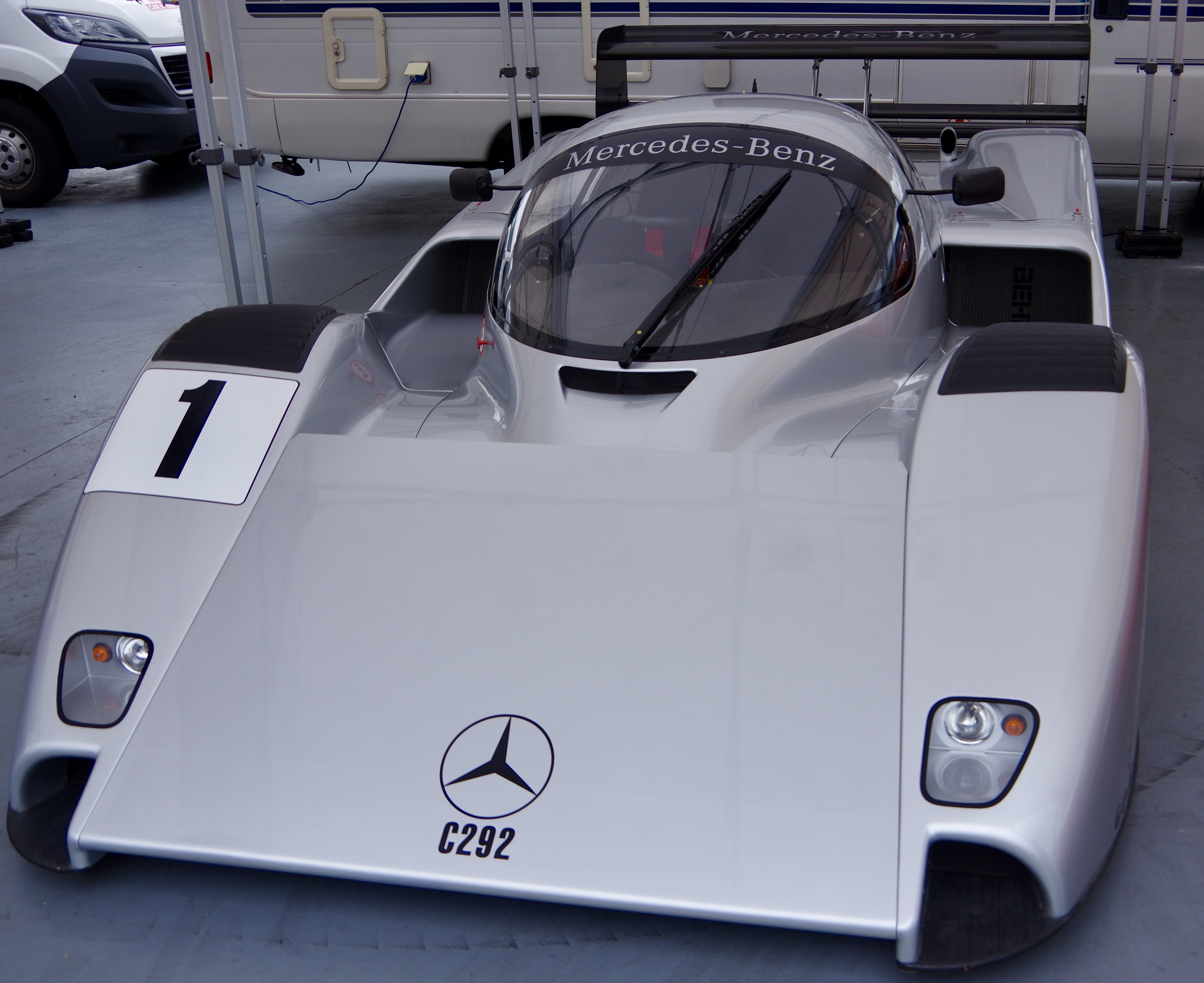
C292

メルセデスベンツ・C292は、メルセデス・ベンツが1992年のスポーツカー世界選手権(SWC)参戦用に製作したスポーツプロトタイプカーである。

## 概要
ザウバー・メルセデスが1991年にSWCで使用していたメルセデス・ベンツ・C291の進化モデルで、カーボン製のモノコック、M291エンジン、サイドラジエーターなど基本構成をC291から引き継いでいる。
C292としての特徴は当時F1で注目を集めていたアクティブサスペンション、ABS、トラクションコントロール、セミオートマチックトランスミッションなどのハイテク機器が搭載されていたことが挙げられる。
空力面ではC291と同様のフロントカウル上面に配置されたフロントウイングに、ジャガー・XJR-14が先鞭をつけた2段式のリヤウイングを採用しダウンフォースの増加を図っている。
C292は上記のようにハイテクを積極的に採用した意欲的なマシンであったが、メルセデス・ベンツが1991年度を以てSWCから撤退したためC292はレースに出場しなかった。